# Friedrich Paschen
Louis Carl Heinrich Friedrich Paschen (Schwerin, 1865 – Potsdam, 1947) è stato un fisico tedesco.

## Curriculum studii
Dal 1884 al 1888 studiò alla Humboldt-Universität zu Berlin, la più antica delle quattro università della città, e all'Università di Strasburgo, dopo di che divenne assistente all'Università di Münster. Nel 1893 divenne professore all'Università di Hannover e dal 1901 professore di fisica all'Università di Tubinga.
Tra il 1924 e il 1933 fu nominato presidente del Physikalisch-Technischen Reichsanstalt, l'istituto nazionale di metrologia tedesco, e nel 1925 divenne professore onorario dell'Università di Berlino, dove continuò ad insegnare fino al momento della sua morte, avvenuta a Potsdam nel 1947.

## Famiglia
Nel 1901 si sposò con Margarete (Mary) Lehnen (1869–1942); la figlia Emma Henriette (1897–1975) si sposò poi con il professor Hermann Schüler (1894–1964). Il nonno Friedrich Paschen era un geometra e astronomo amatoriale, mentre Karl Paschen era un ammiraglio.

## Studi
Nel corso della sua attività di ricerca, si occupò di spettroscopia e della conduzione elettrica nei gas. Ai suoi studi si deve la serie di Paschen, una serie di linee nello spettro infrarosso dell'idrogeno, che osservò per la prima volta nel 1908 e le curve di Paschen.
È conosciuto anche per l'effetto Paschen-Back, cioè della non linearità dell'effetto Zeeman in presenza di campi magnetici elevati.